# 368

## Decese
- dată necunoscută: Cezar de Nazianz  (n. 330)
- dată necunoscută: Teodor cel Sfințit  (n. 314)